# اورت گونارسون
اورت گونارسون (انگلیسی: Evert Gunnarsson؛ زادهٔ ۲۸ december ۱۹۲۹ (۹۵ سال)) ورزشکار روئینگ اهل سوئد است.
وی در مسابقات کشوری و بین‌المللی در مجموع برندهٔ ۱ مدال طلا، ۳ مدال نقره شده‌است.